# Club Necaxa
Impulsora del Deportivo Necaxa S.A. de C.V., zkráceně Club Necaxa, je mexický fotbalový klub sídlící nyní ve městě Aguascalientes, ve státě Aguascalientes. Dlouho ale sídlil v hlavním městě Mexika. Hraje na stadionu Estadio Victoria. Tým byl 3× mistrem Mexika a 1× vyhrál Ligu mistrů CONCACAF. Má bílo-červené dresy.

## Historie
Klub byl založen roku 1923 anglickým majitelem elektrotechnického podniku ve státě Puebla. Klub byl pojmenován podle řeky Necaxa, která protékala poblíž podniku. Tým hrál v červeno-bílých dresech.
Později se klub přestěhoval do Mexika.
V letech 1971 až 1982 byla franšíza prodána španělským podnikatelům, kteří klub pojmenovali Atlético Español a změnili dresy na černo-bílé. Tento klub odkazoval na Real Club España.
V roce 1999 vyhrála Necaxa Ligu mistrů CONCACAF a roku 2000 skončila 3. na prvním Mistrovství světa klubů, když ve skupině vyřadila Manchester United (vzájemný zápas skončil 1:1) a v utkání o 3. místo vyhrála na penalty nad Realem Madrid.
V roce 2003 se klub přestěhoval z Mexika do Aguascalientes.

## Úspěchy

### Domácí

#### Profesionální éra
- Primera División de Mexico: 3

1994–95, 1995–96, Invierno 1998
- Copa México: 4

1959–60, 1965–66, 1994–95, Clausura 2018
- Campeón de Campeones: 2

1966, 1995

#### Amatérská éra
- Campeonato del Distrito Federal: 4

1932–33, 1934–35, 1936–37, 1937–38
- Copa México: 2

1932–33, 1935–36

### Mezinárodní
- 3. místo na Mistrovství světa ve fotbale klubů: 1

2000
- Liga mistrů CONCACAF: 1

1999
- Pohár vítězů pohárů CONCACAF: 1

1984